# Medaile obránce vlasti
Medaile obránce vlasti (ukrajinsky медаль «Захиснику Вітчизни») je státní vyznamenání Ukrajiny založené roku 1999. Udílena je válečným veteránům a účastníkům bojů za osvobození Ukrajiny od nacistických útočníků za jejich osobní odvahu a odvahu projevenou při ochraně státních zájmů, posilování obranyschopnosti a bezpečnosti Ukrajiny.

## Historie
Medaile byla založena dekretem prezidenta Ukrajiny Leonida Kučmy č. 1299/99 ze dne 8. října 1999 na památku 55. výročí osvobození Ukrajiny od fašistických útočníků během Velké vlastenecké války probíhající v letech 1941 až 1945. Udílena je za osobní odvahu při obraně vlasti. Tento dekret obsahoval i popis medaile.
Dne 16. března 2000 přijala Nejvyšší rada Ukrajiny zákon O státních vyznamenáních Ukrajiny. Ten prezidentu Ukrajiny doporučil, aby svá rozhodnutí o udílení ocenění uvedl do souladu s přijatým zákonem. Tento zákon také zavedl státní vyznamenání Medaili obránce vlasti. Dne 30. ledna 2015 byla dekretem prezidenta Ukrajiny Petra Porošenka schválena reforma medaile, při které došlo i ke změně jejího vzhledu. Stejným dekretem byl zrušen předchozí dekret č. 1299/99.

## Pravidla udílení
Podle zakládacího dekretu je tato medaile udílena za odvahu a odhodlání projevené v boji proti fašismu během Velké vlastenecké války v letech 1941 až 1945. Udílena je veteránům a osobám, na které se vztahuje zákon O postavení válečných veteránů, zárukách jejich sociální ochrany, kteří žili na Ukrajině. Udělena může být i občanům jiných států, kteří se podíleli na osvobození Ukrajiny od fašistických útočníků. Udílena je také dalším občanům Ukrajiny za osobní odvahu a odvahu projevenou při ochraně státních zájmů, posilování obranyschopnosti a bezpečnosti Ukrajiny. Medaile může být udělena i posmrtně. Spolu s medailí je příjemci předáváno i osvědčení o udělení medaile.

## Popis medaile

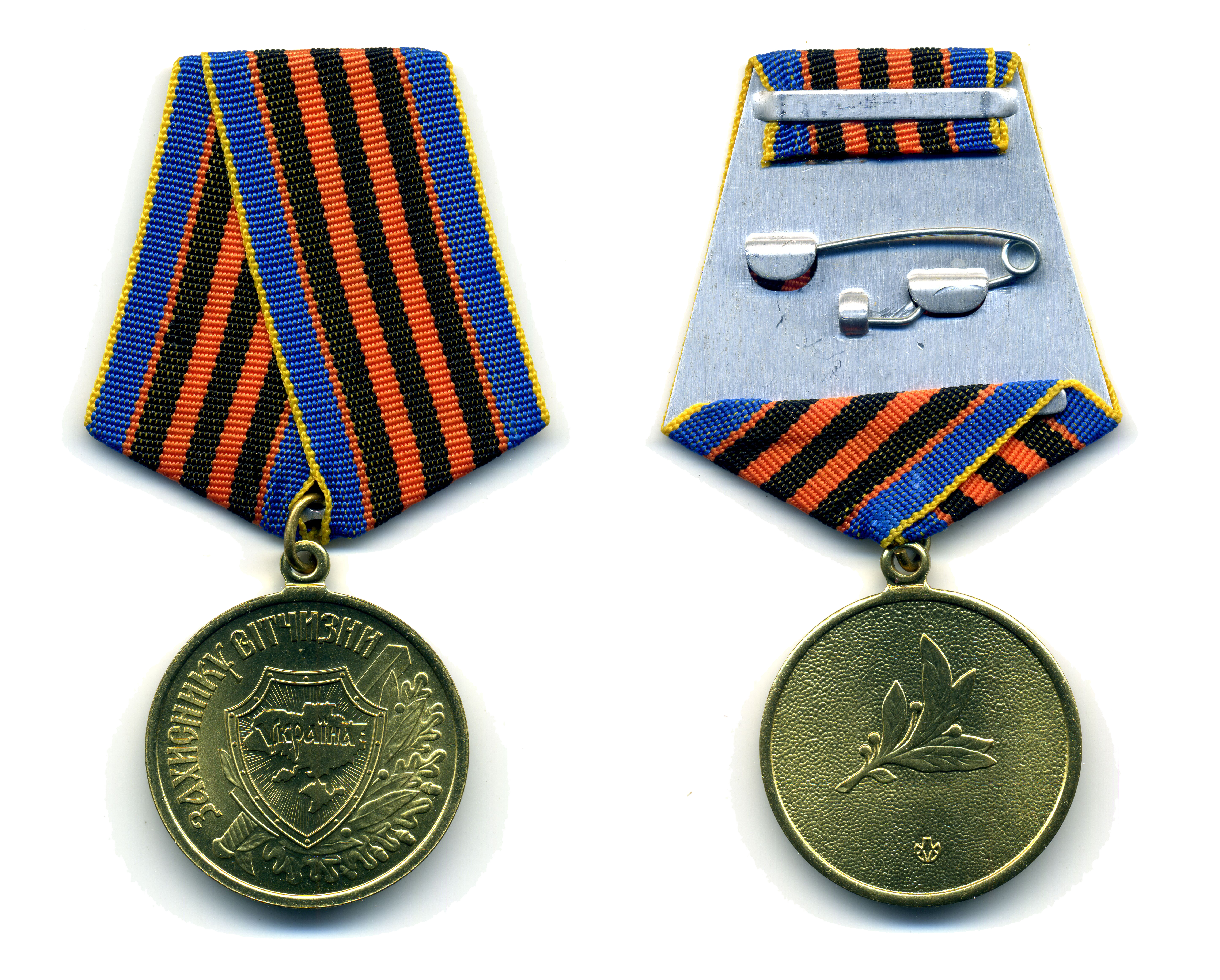
Vzor medaile používaný do roku 2015

### Do roku 2015
Medaile kulatého tvaru o průměru 32 mm byla vyrobena z mosazi. Na přední straně byl vyobrazen štít, meč a v pravé dolní části poloviční věnec z vavřínových a dubových listů. Na štítu byla obrysová mapa Ukrajiny a nápis Україна. V levé horní části medaile při vnějším okraji byl půlkruhový nápis Захиснику Вітчизни. Všechny motivy byly vyraženy. Okraje medaile byly mírně vystouplé. Na zadní straně byla vavřínová větvička.
Medaile byla spojena jednoduchým očkem s kovovou destičkou ve tvaru pětiúhelníku potaženou stuhou z hedvábného moaré. Stuha byla široká 24 mm. Stuha se skládala z černého pruhu uprostřed, na který z obou stran navazoval oranžový pruh, černý pruh, úzký oranžový proužek, modrý pruh a okraje byly lemovány úzkým žlutým proužkem.

### Od roku 2015
Medaile kulatého tvaru o průměru 32 mm je vyrobena z mosazi. Na přední straně je vyobrazen štít, meč a v pravé dolní části poloviční věnec z vavřínových a dubových listů. Na štítu je obrysová mapa Ukrajiny a nápis Україна. V levé horní části medaile při vnějším okraji je půlkruhový nápis Захиснику Вітчизни. Všechny motivy jsou vyraženy. Na zadní straně je vavřínová větvička.
Medaile je spojena jednoduchým očkem s obdélným blokem o rozměrech 42 × 28 mm potaženým stuhou z hedvábného moaré. Stuha je široká 28 mm. Stuha se skládá z tmavě modrého pruhu širokého 10 mm uprostřed, na který z obou stran navazují šedé pruhy široké 5 mm, žlutého proužky široké 2 mm a tmavě modré proužky široké 2 mm. Ve spodní části botky je úzká kovová vzpěra se zaobleným výstupkem a otvorem uprostřed. Na zadní straně je spona pro připevnění medaile k oděvu.